# Aphis malalhuina
Aphis malalhuina är en insektsart som beskrevs av Mier Durante, Nieto Nafría och Ortego 2003. Aphis malalhuina ingår i släktet Aphis och familjen långrörsbladlöss. Inga underarter finns listade i Catalogue of Life.